# 코페르니슘
코페르니슘(←영어: copernicium 코퍼니시엄[*], 독일어: Copernicium 코페르니치움[*])은 화학 원소로 기호는 Cn(←라틴어: copernicium 코페르니키움[*])이며 원자번호는 112이다. 중이온 가속기로 속력을 높인 아연 원자핵을 납에 충돌시켜서 인공적으로 합성하였다.
이름은 원소를 발견한 중이온 연구소에서 제안하였고, 지동설을 주장한 천문학자 니콜라우스 코페르니쿠스의 이름을 딴 것이다. 이는 코페르니쿠스의 생일과 같은 일자(2월 19일)에 명명된 원소이기 때문이다. 다만, 중이온 연구소에서 제안한 기호인 Cp는 유기화학에서 약어로 사용되었고, 또한 루테튬(Lutetium,Lu)의 전 이름인 카시오페이움(Cassiopeium,Cp)의 기호였기 때문에, 혼란을 피하기 위해 Cn으로 변경되었다.
이 원소는 수은과 같은 12족이고 수은(6주기)보다 큰 7주기에 있다. 따라서 이 원소는 상온에서 액체이고, 수은보다 증발하기 쉬운 성질을 가졌다고 예상된다.(상온에서 기체일 거라는 설도 있다.)
질량수 285의 동위원소는, 반감기 28초로 아주 짧게 존재한다.
<스타 트렉>에서는 다이키로늄(Dikironium)이라는 원소로 등장하는데, 가장 안정된 동위 원소의 원자량은 300이다.

## 역사
- 1996년 9월, 독일의 중이온 연구소(GSI)에서 합성에 성공했다고 발표하였다.
- 2009년 7월, 국제순수·응용화학연합(IUPAC)에서 원소로 공식 인정되었다.
- 2010년 2월 19일, 코페르니슘으로 명명되었다.[6]

## 같이 보기
- 안정성의 섬